# ارتش شوگون‌سالاری
ارتش باکوفو یا ارتش شوگون‌سالاری (به ژاپنی: 幕府陸軍 ばくふりくぐん)، این ارتشی به سبک غربی بود که در پایان دوره شوگون‌سالاری توکوگاوا توسط شوگون‌سالاری ادو تجهیز شده بود و مأموریت آن نبرد زمینی بود. این ارتش در سال ۱۸۶۰ (دوره بونکیو ۲) به عنوان بخشی از اصلاحات نظامی شوگون‌سالاری، با هدف دفاع از حمله خارجی و حفظ نظام داخلی تأسیس شد. این ارتش در لشکرکشی چوشو و شورش تنگو شرکت داشت و بسیاری از واحدهای آن حتی پس از انحلال شوگون‌سالاری با احیای حکومت امپراتوری (ژاپن)، در جنگ بوشین به جنگیدن ادامه دادند. در مقابل ارتش شوگون‌سالاری، نیروی دریایی شوگون‌سالاری نیز وجود داشت که برای مأموریت‌های دریایی طراحی شده بود و اغلب به‌طور کلی به عنوان ارتش شوگون‌سالاری شناخته می‌شوند.

## تاریخ

### پیشاتاریخ

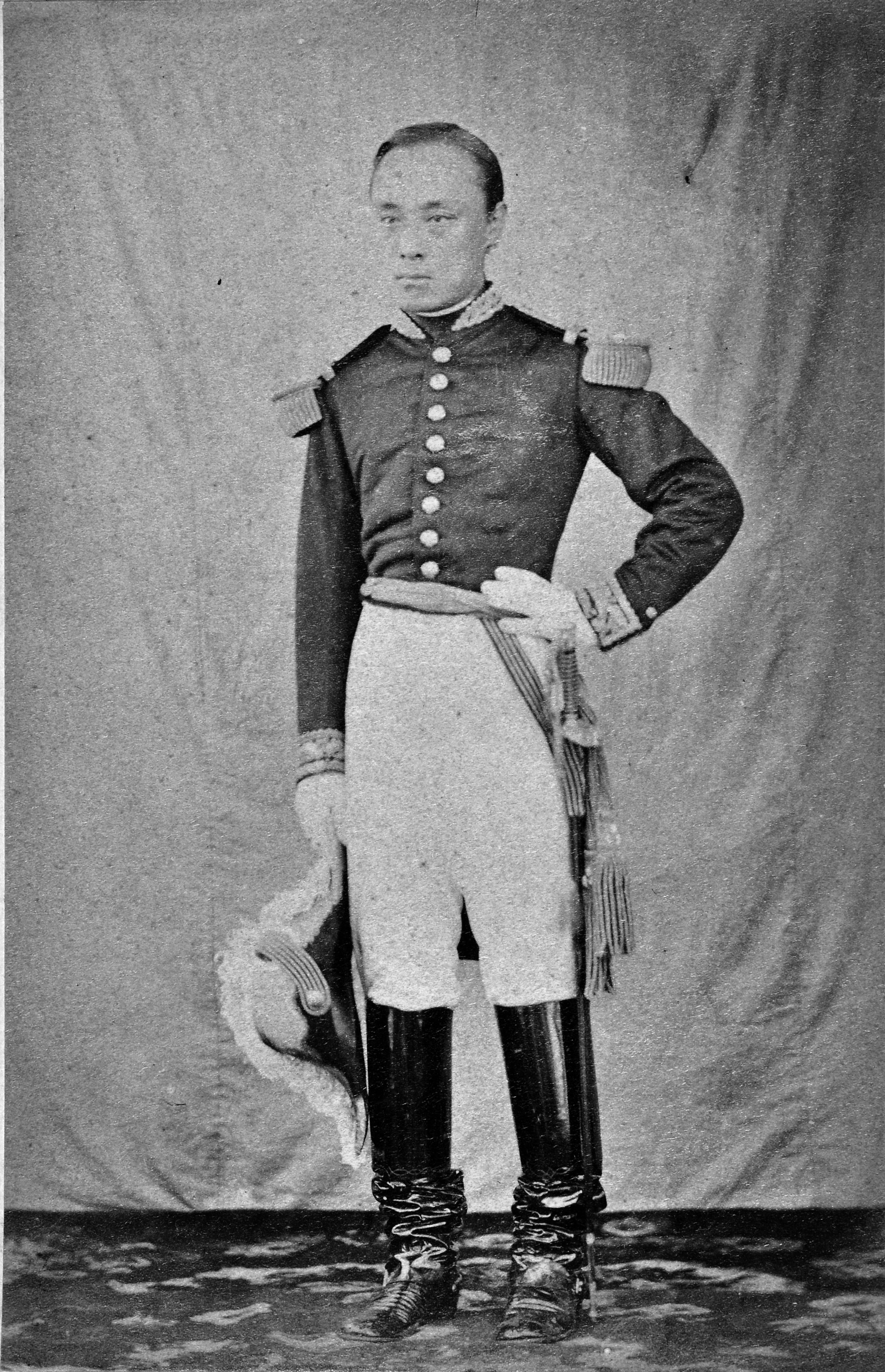
توکوگاوا یوشینوبو با لباس نظامی فرانسوی، حدود ۱۸۶۰

قدرت نظامی مستقیم شوگون‌سالاری ادو، مانند دوره سنگوکو (ژاپن)، از هاتاموتو و دست نشاندگان تشکیل شده بود. این هاتاموتوها سازمان‌های نظامی سنتی مانند گروه‌های صفحه و اوبان را تشکیل می‌دادند، اما در طول دوره طولانی صلح، اشرافی و توخالی شده بودند. شوگون‌سالاری که پس از شنیدن اطلاعات مربوط به جنگ‌های تریاک، به تدریج احساس بحران می‌کرد، تاکاشیما شوهو، اگاوا هیده‌تاتسو و شیموسونه نوبواتسو را به عنوان مربیان توپخانه منصوب کرد و شروع به تحقیق در مورد تجهیزات نظامی به سبک غربی نمود.
در اولین سال دوران آنسی (۱۸۵۴) پس از ورود کشتی‌های سیاه، دفتر اصلاحات نظام نظامی به عنوان بخشی از اصلاحات آنسی به رهبری آبه ماساهیرو، یکی از اعضای ارشد شورا، تأسیس شد. دفتر اصلاحات نظام نظامی تصمیم گرفت یک مرکز آموزش نظامی (که بعدها با نام کوبوشو شناخته شد) برای فرزندان سامورایی‌ها و رعایا تأسیس کند. کوبوشو در آوریل ۱۸۵۶ (آوریل (تقویم قمری)) افتتاح شد و نه تنها شمشیرزنی سنتی و تکنیک‌های توپ و تفنگ ژاپنی، بلکه تیراندازی و تاکتیک‌های غربی را نیز آموزش می‌داد. همچنین انتظار می‌رفت که کوبوشو سطح خاصی از توانایی رزمی داشته باشد که می‌توان آن را نیروی آموزشی نامید و بعداً یک نگهبان برای شوگون، معروف به اوکوزومه، آماده شد.
... علاوه بر این، تقریباً همزمان با تأسیس تالار سخنرانی نظامی، در سپتامبر ۱۸۵۵ (تقویم قمری)، سربازان پیاده و در ژانویه ۱۸۵۶ (تقویم قمری)، سربازان کوچک ده نفره ملزم به تحصیل زیر نظر مربی توپخانه، اگاوا هیدتوشی، شدند و آموزش سلاح‌های گرم و توپخانه به سبک غربی آغاز شد. پس از تأسیس تالار سخنرانی نظامی، این آموزش در مرکز آموزش تیراندازی در داخل تالار ادامه یافت. در سال ۱۸۵۸ (تقویم سالانه)، یک مرکز آموزش تفنگ در اچوجیما، فوکاگاوا (بخش کوتو) ساخته شد.
با این حال، پس از مرگ آبه، هنگامی که ای نائوسوکه مشاور ارشد شد، معرفی تجهیزات نظامی به سبک غربی راکد شد.

### اصلاحات نظامی بونکیو

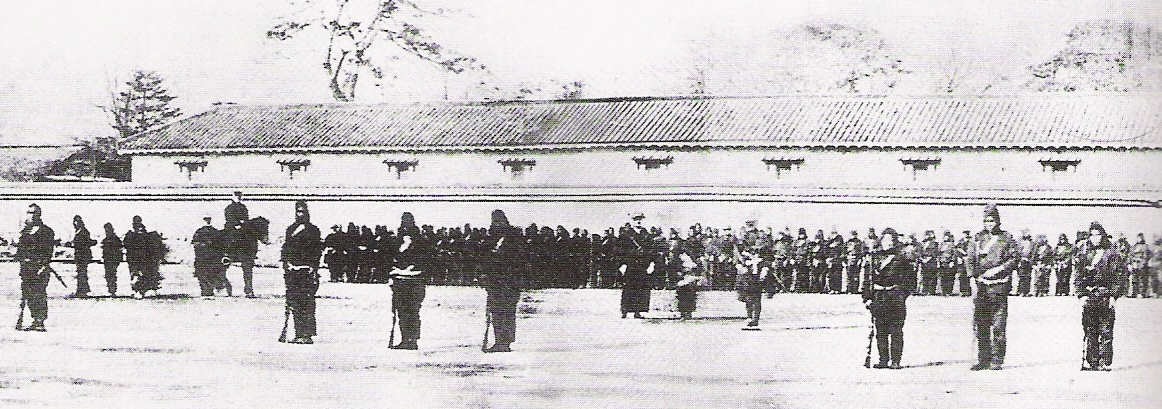
عکسی با عنوان «صحنه آموزش واحدهای پیاده‌نظام ژاپنی به سبک فرانسوی». صحنه آموزش پیاده‌نظام شوگونی (در قلعه اوساکا، ۱۸۶۵)

پس از مرگ خشونت‌آمیز ای در حادثه ساکورادامون، دفتر بررسی سیستم نظامی تأسیس و در سال ۱۸۶۱ منصوب شد. بر اساس ایده‌های دفتر بررسی سیستم نظامی، یک ارتش تمام عیار به سبک غربی، «ارتش»، در سال ۱۸۶۰ به عنوان بخشی از اصلاحات بونکیو تأسیس شد. کمیسر ارتش رئیس بود و زیر نظر او سه کمیسر پیاده‌نظام و یک کمیسر سواره نظام قرار داشتند و یک سیستم سه سربازی پیاده‌نظام، سواره نظام و توپخانه به تصویب رسید. با این حال، هنوز سازمانی بود که به موازات سیستم نظامی سنتی وجود داشت.
پیاده‌نظام شامل «پیاده‌نظام» که پیاده‌نظام خطی و صفوف منظم بودند و «ساپی» که پیاده‌نظام سبک بودند، می‌شد. تعداد افرادی که باید به آنها کمک می‌شد، یک نفر با حقوق ۵۰۰ ککو، سه نفر با حقوق ۱۰۰۰ ککو و ده نفر با حقوق ۳۰۰۰ ککو تعیین شده بود، اما فعلاً تصمیم گرفته شد که نصف این تعداد کافی باشد.
محدوده سنی برای کمک‌ها بین ۱۷ تا ۴۵ سال بود. مدت خدمت پنج سال بود و اگرچه جایگاه آنها پایین‌ترین بود، اما معادل یک سامورایی در نظر گرفته می‌شدند و اجازه حمل شمشیر واکیزاشی را داشتند. بسته به دستاوردهای آنها پس از پیوستن به ارتش، می‌توانستند رسماً به عنوان دست نشانده شوگون‌سالاری منصوب شوند. سهم سپاه پیاده‌نظام در رده‌های زیر تعیین شده بود: قلعه ادونیشینوماروشیتا، اوتِماچی آنها در پادگان‌ها مستقر در اوتِمائه، کاندا-اوگاواماچی و سانبانچو (بخش چیودا) مستقر بودند و تجهیزات، لباس و غذای آنها همگی توسط شوگون‌سالاری پرداخت می‌شد و هر هاتاموتو حقوق خود را پرداخت می‌کرد. حقوق به ۱۰ ریو در سال محدود می‌شد، اما به دلیل افزایش هزینه‌های نیروی کار و تورم، در واقع، حقوق سالانه ۱۵ ریو یا بیشتر پرداخت می‌شد.
تا ژوئیه (تقویم قمری) اولین سال دوران گنجی (۱۸۶۴)، حدود ۱۰٬۰۰۰ نفر از منطقه کانتو به خدمت سربازی فراخوانده شده بودند.